# Хейвън
„Хейвън“ (на английски: Haven) е американо-канадски сериал, фентъзи драма, която е базирана на романа на Стивън Кинг – Колорадеца.
На 18 август 2015 г. е обявено, че сериалът ще приключи с края на 5-ти сезон.

## История
Хейвън е малко градче в щата Мейн, известно с това, че от поколения в него се преселват хора със свръхестествени способности. Градчето заглушава способностите им, и това им позволява да водят нормален живот. Но не за дълго. Известната агентка на ФБР Одри Паркър е изпратена в Хейвън да разреши случая с убийството на местен бивш затворник. Одри залавя убиеца, но докато го прави, разкрива много по-дълбока мистерия, скрита в този необикновен град. Всяка седмица, докато скритите способности на местните се проявяват, Одри Паркър ще се опитва да балансира с тях и едновременно с това да разкрива загадките на града, като и мистерията, обвила нейното собствено минало.